# Émile Dupont-Zipcy
Pour les articles homonymes, voir Émile Dupont.
Émile Dupont-Zipcy ou Émile Dupont, né le 14 mars 1820 à Douai et mort le 7 juin 1885 à Paris, est un peintre français.

## Biographie
Émile Auguste François Marie Dupont est le fils de François Denis Dupont, fabriquant d'huile, et de Marie Nicolas.
Le 10 juillet 1862 à Izmir, il épouse l'artiste peintre Marianne Constance Iphigénie Zipcy. Leur fille Germaine Marianne (1869-1951) épousera le sculpteur Félix Voulot et enseignera le dessin, et leur fils Marcel Paul Émile (1866-1931) deviendra officier de marine.
Dévoué à la cause républicaine, il écrit et dessine une virulente feuille satirique à Douai. Exilé un temps, il revient et se consacre à la peinture.
En 1873, il fonde à Roubaix un organe socialiste et politique, la Revue du Nord, et devient conseiller d'arrondissement. Son mandat terminé, il emménage à Paris.
Élève de François Souchon, il expose au Salon à partir de 1868.
Alexandre Desrousseaux, visitant l'Exposition des beaux-arts de Lille, poétise en 1882 sur Dupont-Zipcy et son tableau Fleurs.
Émile Dupont-Zipcy meurt à son domicile du Passage Stanislas à l'âge de 65 ans. Il est inhumé au cimetière parisien d'Ivry.
En 1889, sa veuve expose lors de l'exposition universelle de 1889. En 1904, leur fille obtient les palmes académiques.

## Œuvres dans les collections publiques
- Bligny-sur-Ouche, Mairie : Les Enrôlements volontaires[11]
- Brive-la-Gaillarde, Musée Labenche : Smaranitza[12]
- Douai, Musée de la Chartreuse : 
  - La Mort de Baudin[13]
  - Prophétesse gauloise[14]
- La Rochelle, Musée des Beaux-Arts : Jeune fille grecque[15]
- Rennes, Musée des Beaux-Arts : Bouquet de fleurs[16],[17]
- Vesoul, Musée Jean-Léon Gérôme : Atelier de modistes[18]

## Œuvres exposées aux Salons parisiens
- Taleb (lettré turc), de la province de Smyrne, au Salon de 1868
- Le couronnement d'un château de cartes, au Salon de 1869
- Portrait de M. H. Chôtel, au Salon de 1870
- Portrait de Marcel D., au Salon de 1870
- L'Album japonais, au Salon de 1873
- Le Petit Chaperon rouge, au Salon de 1874
- La Bulle de savon, au Salon de 1875
- Jeannette, au Salon de 1875
- Tête d'enfant, au Salon de 1876, faïence
- Naïka, au Salon de 1878
- Une dame arménienne, au Salon de 1879
- Jeune Fille grecque, au Salon de 1880
- Au bord de la mer (souvenir de Biarritz), au Salon de 1881
- Portrait de Mlle L. G., au Salon de 1882
- Smaranitza, au Salon de 1883[19]
- Velléda, prophétesse gauloise, au Salon de 1884
- Fleuristes, au Salon de 1885